# Vincent Londez
Vincent Londez est un acteur français de cinéma et de séries télévisées né le 11 août 1976.

## Filmographie

### Cinéma
- 2014 : Une histoire banale de Audrey Estrougo : Lucas
- 2014 : Lulu femme nue de Solveig Anspach :
- 2016 : Bastille Day de James Watkins : Yannick Bertrand
- 2017 : L'Échange des princesses de Marc Dugain : Saint-Simon
- 2023 : Bonnard, Pierre et Marthe de Martin Provost : Caméo

### Télévision

#### Séries télévisées
Sauf indication contraire, les informations mentionnées dans cette section peuvent être confirmées par la base de données cinématographiques IMDb,  présente dans la section « Liens externes ».
- 2013 : Alias Caracalla, au cœur de la Résistance : Capitaine George
- 2013 : Les Petits Meurtres d'Agatha Christie : Léonard Jandel
- 2014 : L'héritière : Lefèvre
- 2014-2015 : Lazy Company : Dr Klaus von über
- 2016-2019 : Ennemi public : Vincent Stassart
- 2017 : Urban Myths : Boris Roussimof
- 2017-2018 : Missions : Ivan Goldstein
- 2018 : Les Rivières pourpres : Lieutenant-Colonel Kirsh
- 2018 : Genius Picasso : André Breton
- 2020-2021 : Into the Night : Horst Baudin
- 2021 : Lupin : capitaine Romain Laugier
- 2021 : L'Art du crime S4E1 Le testament de Van Gogh (Vincent van Gogh)
- 2021 : Face à face de July Hygreck et Julien Zidi : Ulrich
- 2023 : Cannes police criminelle de Camille Delamarre : Édouard Pechette (épisode 1 Bienvenue à Cannes)
- 2023 : One Trillion Dollar : Philippe Monet
- 2024 : Masters of the Air : Jean Achten
- 2025 : La Rebelle : Les Aventures de la jeune George Sand de Rodolphe Tissot : Casimir Dudevant